# Edmundo Piaggio
Edmundo Piaggio (Lanús, 1905. október 3. – Lanús, 1975. július 27.), világbajnoki ezüstérmes argentin válogatott labdarúgó.
Az argentin válogatott tagjaként részt vett az 1929-es Dél-amerikai bajnokságon és az 1930-as világbajnokságon.

## Sikerei, díjai
Boca Juniors
- Argentin bajnok (1): 1934

Argentína
- Világbajnoki döntős (1): 1930
- Dél-amerikai bajnok (1): 1929

## Külső hivatkozások
- Argentin keretek a Copa Américan rsssf.com
- Edmundo Piaggio a FIFA.com honlapján Archiválva 2015. február 7-i dátummal a Wayback Machine-ben